# Rue Négrier
La rue Négrier est une voie de la commune française de Lille.

## Situation et accès
Cette rue du quartier du Vieux-Lille débute à la jonction de la rue Saint-André avec la rue de la Collégiale et se termine façade de l'Esplanade.
La rue donne accès au passage des Trois-Anguilles, voie la plus étroite de la ville, qui la relie à la rue Voltaire.

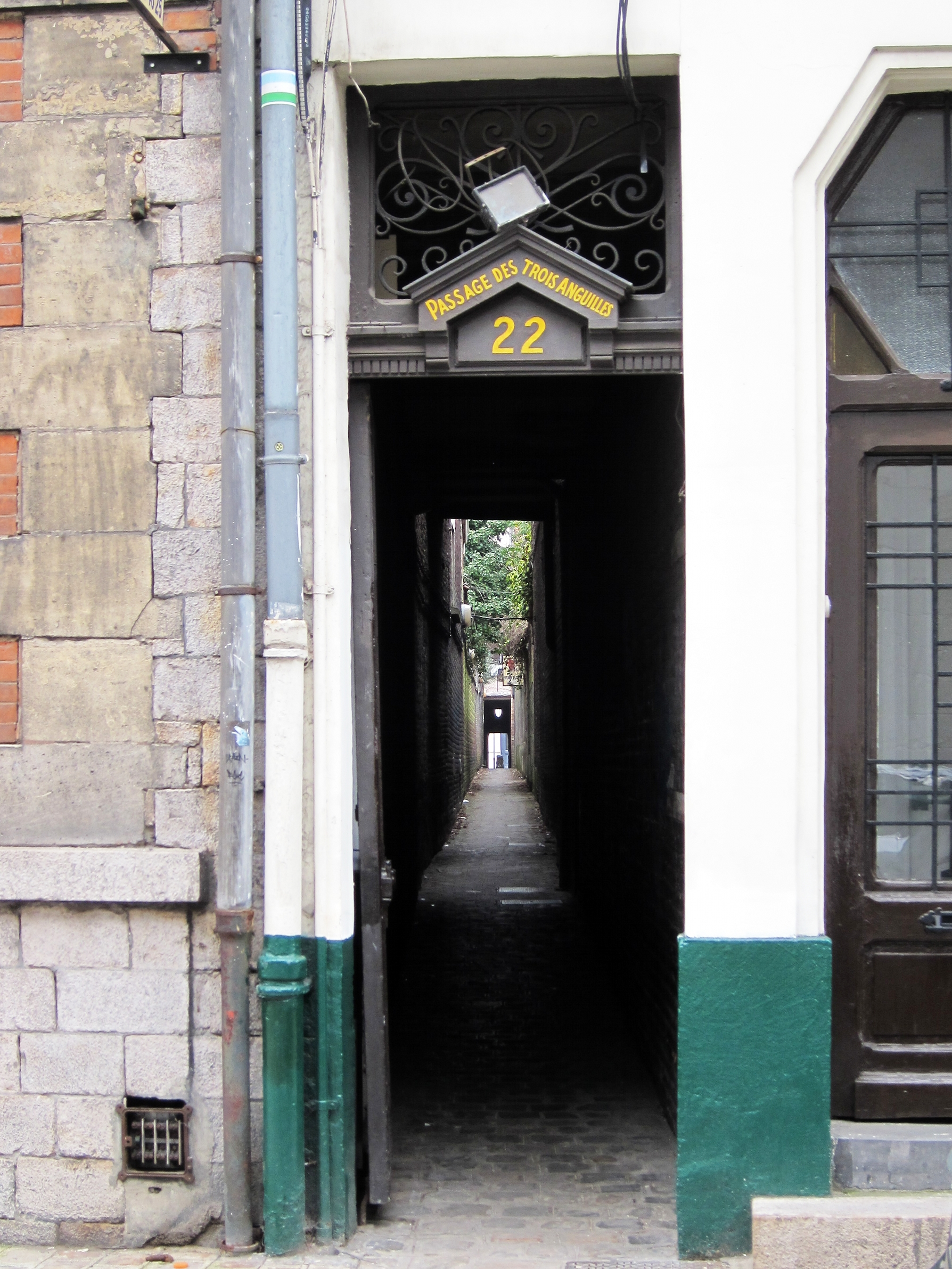
Entrée du passage des trois anguilles dans la rue Négrier
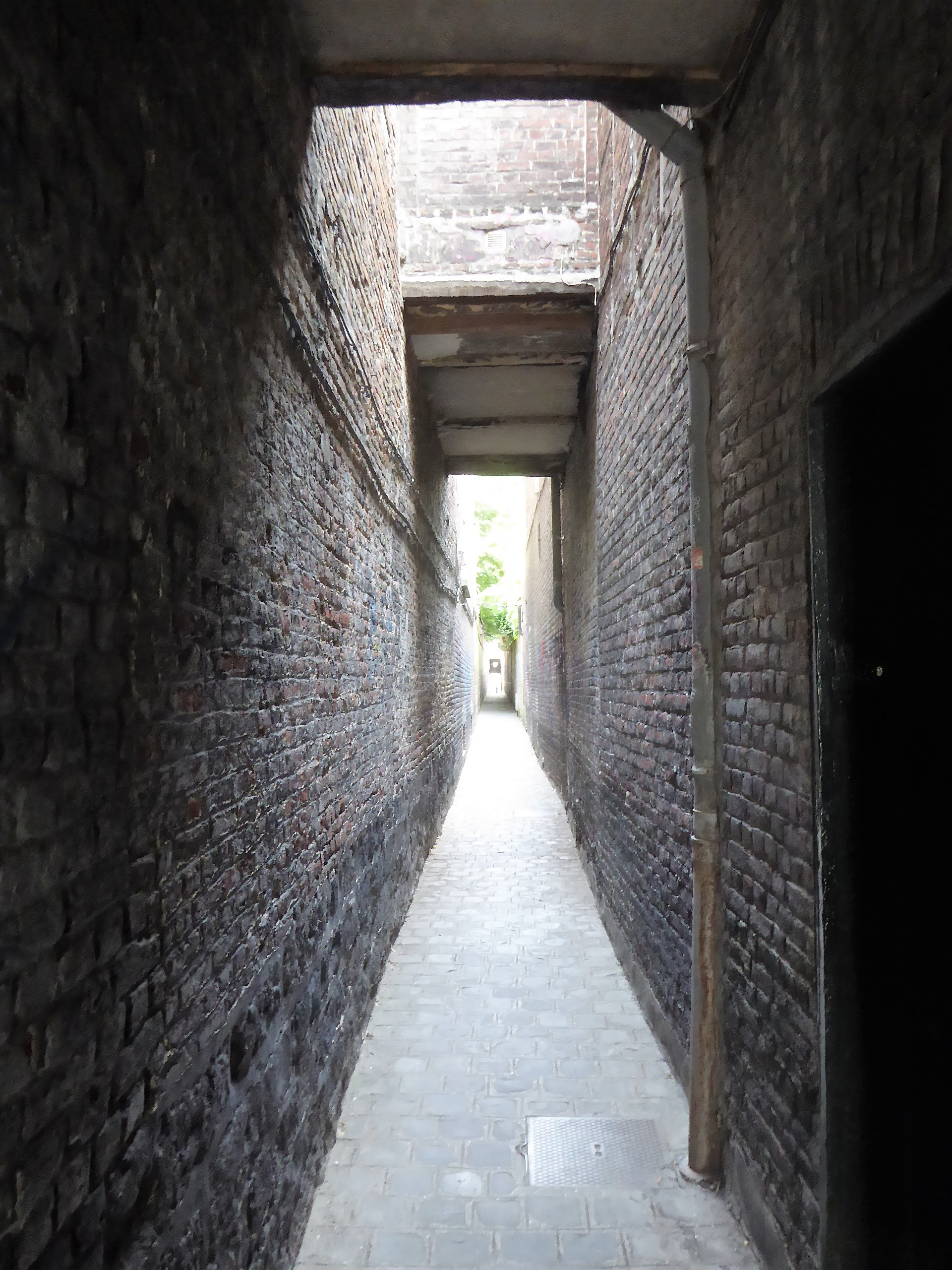
Passage des 3 anguilles

## Origine du nom
La rue rend honneur au général François de Négrier (1788-1848) dont le corps repose à Lille.

## Historique
La rue est tracée en 1670 dans le quartier créé lors de l'agrandissement de Lille par Vauban jusqu'à la Citadelle à la suite de la conquête de la ville par Louis XIV.
Elle fait partie des rues transverses perpendiculaires aux axes principaux de la rue Royale et de la rue Saint-André du réseau de voies ouvertes dans ce nouveau quartier.

## Bâtiments remarquables et lieux de mémoire
- N° 3 : Hôtel Van Zeller.
- N° 14 : bâtiment qui abritait l'Intendance de Flandre et d'Artois jusqu'en 1787, la Préfecture du Nord de 1803 à 1825 puis la Direction du 1er corps d'Armée avant d'être aménagé en logements à la fin du XXe siècle.
- N° 28 : Hôtel Cardon de Montreuil
- N° 33 : siège de l'hebdomadaire Croix du Nord.

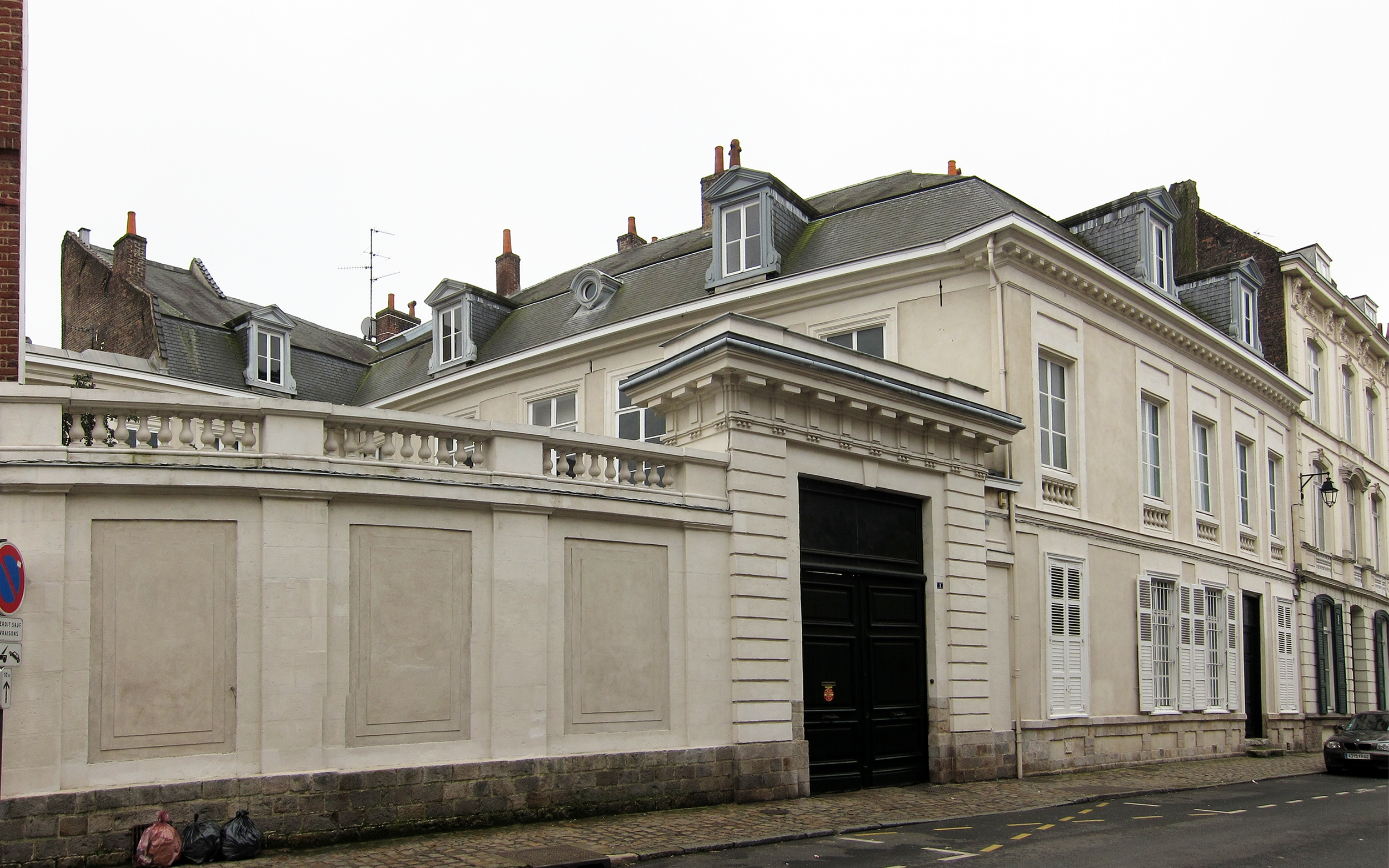
Hôtel Van Zeller
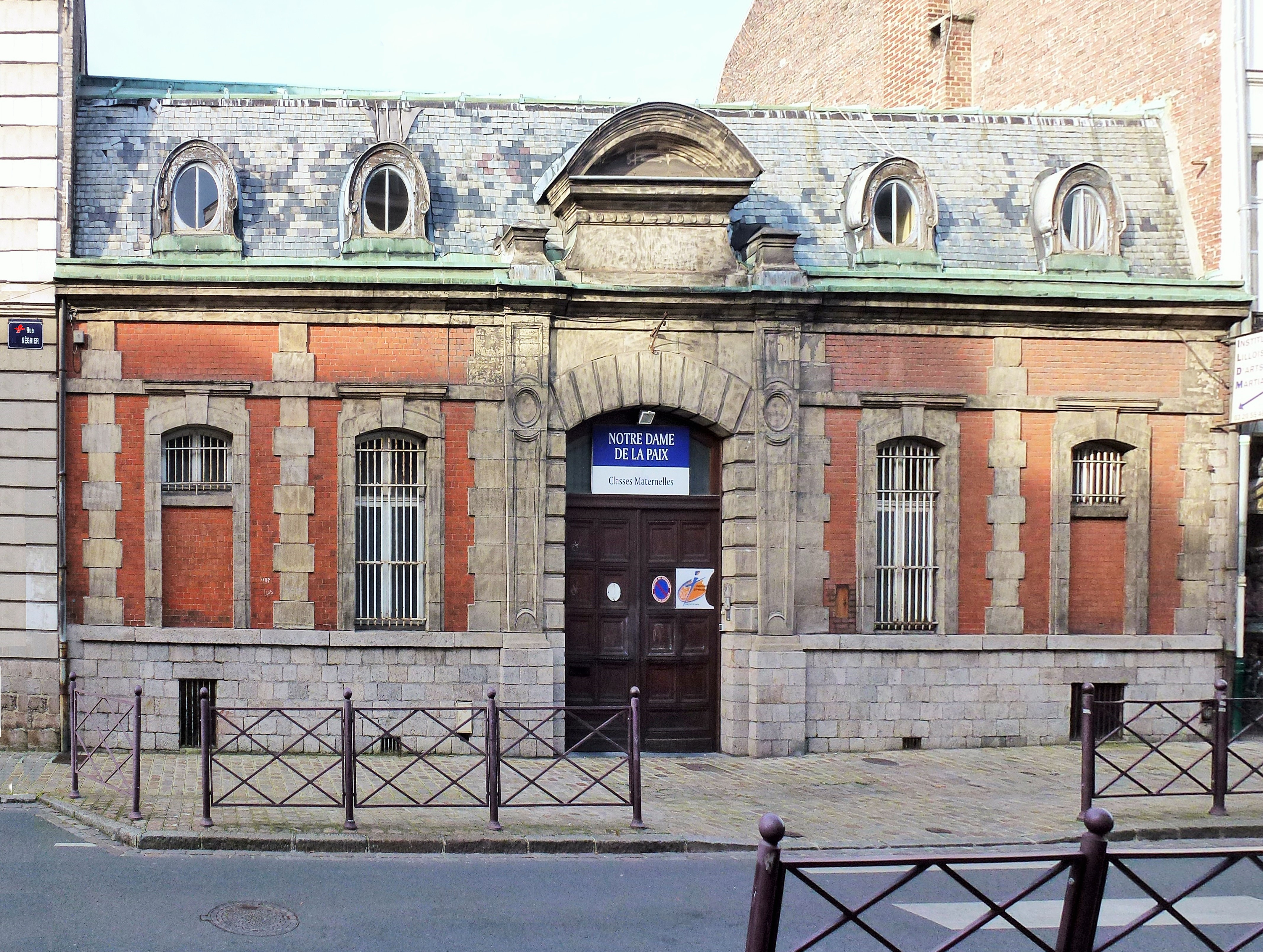
Hôtel Cardon de Montreuil